# Nathan Shepherd
Nathan Shepherd (Ajax, 9 de octubre de 1993) es un jugador profesional canadiense de fútbol americano que se desempeña en la posición de defensive tackle  en New Orleans Saints, equipo de la National Football League (NFL).

## Carrera
Fue seleccionado en la tercera ronda en la Reunión Anual de Selección de Jugadores de la NFL de 2018. Hizo su debut profesional con el equipo New York Jets, en el cual jugó cinco temporadas (2018-2023), luego pasó a New Orleans Saints, donde lleva jugando una temporada.